# Kosova Hora
Kosova Hora là một làng thuộc huyện Příbram, vùng Středočeský, Cộng hòa Séc.